# Longueil
Longueil is een gemeente in het Franse departement Seine-Maritime (regio Normandië) en telt 513 inwoners (1999). De plaats maakt deel uit van het arrondissement Dieppe. Op de grens met Quiberville vond een landbouwer in 1897 een graf uit de tijd van de Merovingen.

## Geografie
De oppervlakte van Longueil bedraagt 11,7 km², de bevolkingsdichtheid is 43,8 inwoners per km². Dieppe ligt op 15 km afstand. De Saâne, een 41 km lange rivier, loopt door Longueil.

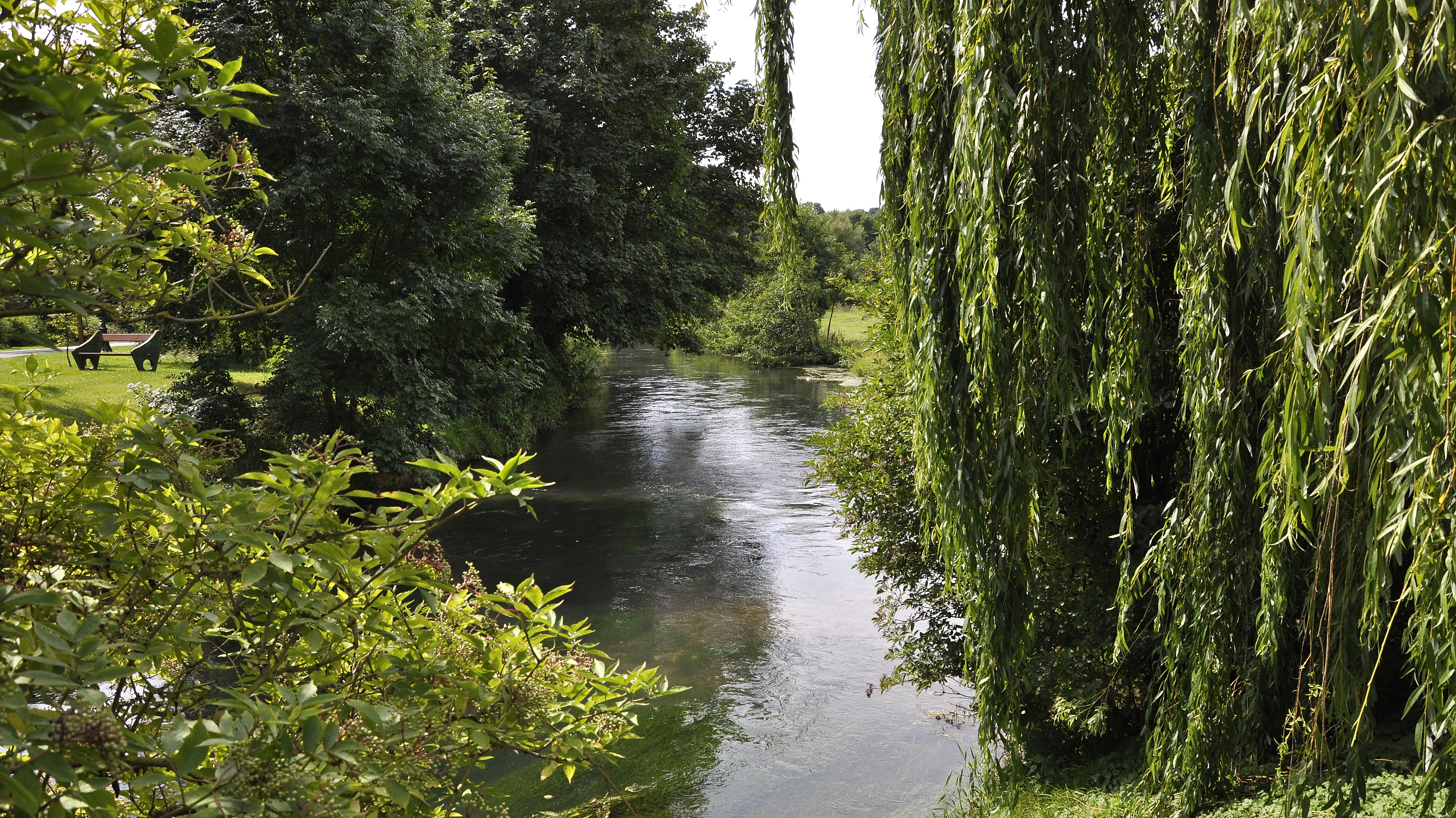
De Saâne

De onderstaande kaart toont de ligging van Longueil met de belangrijkste infrastructuur en aangrenzende gemeenten.

## Demografie
Onderstaande figuur toont het verloop van het inwonertal (bron: INSEE-tellingen).